# Ursus 1204
Ursus 1204 – ciężki ciągnik rolniczy produkcji zakładów Ursus w Warszawie, zbudowany na bazie ciągnika Ursus C-385.

## Historia modelu
Ciągnik Ursus 1204 opracowany został na podstawie ciągnika Ursus C-385. Unifikacja została posunięta do tego stopnia, że 78% części było wspólnych dla tych modeli. Podstawowe różnice dotyczą nowego, większego silnika, dzięki czemu wzrosły udźwig podnośnika hydraulicznego i siła uciągu. Największą zmianą było wprowadzenie napędu na 4 koła.
W ciągu lat 1975–1977 wyprodukowano zaledwie 303 egzemplarze.
W marcu 1975 r. ciągnik zdobył złoty medal na Targach Lipskich, w lipcu 1976 r. złoty medal na międzynarodowej wystawie „Agra 1976” w NRD, zaś we wrześniu 1977 r. także złoty medal na Targach w Płowdiwie.